# 広島県道154号大和久井線
広島県道154号大和久井線（ひろしまけんどう154ごう だいわくいせん）は、広島県三原市を通る一般県道である。

## 概要
三原市大和町下徳良から三原市久井町江木に至る。

### 路線データ
- 起点：三原市大和町下徳良（下徳良交差点、国道432号交点、広島県道49号本郷大和線終点、広島県道343号下徳良本郷線起点）
- 終点：三原市久井町江木（広島県道25号三原東城線交点）
- 総延長：9.16 km

## 路線状況

### 交通量
- 本道路においての道路交通センサスによる自動車類交通量（上下合計）については、 昼間12時間での交通量の合計は651台、24時間での交通量の合計は807台となっている（平成22年（2010年）度時点）[1]。

## 地理

### 通過する自治体
- 三原市

### 交差する道路
| 交差する道路                                               | 交差する場所 | 交差する場所        |
| ---------------------------------------------------------- | ------------ | ------------------- |
| 国道432号 広島県道49号本郷大和線 広島県道343号下徳良本郷線 | 大和町下徳良 | 下徳良交差点 / 起点 |
| 広島県道345号上徳良久井線                                  | 大和町上徳良 |                     |
| 広島県道409号津口国兼線                                    | 大和町上徳良 |                     |
| 広島県道374号羽和泉室町線                                  | 久井町泉     |                     |
| 広島県道25号三原東城線                                     | 久井町江木   | 終点                |

### 沿線
- 三原市役所 大和支所